# 20-й Мэнский пехотный полк
20-й Мэнский пехотный полк (англ. 20th Main Infantry Regiment) — представлял собой один из пехотных полков армии Союза во время Гражданской войны в США. Полк был набран в августе 1862 года в Портленде и участвовал во всех сражениях на Востоке, от сражения при Шепардстауне до сражения при Аппоматтоксе и был расформирован в июне 1865 года. Полк прославился в основном участием в обороне высоты Литл-Раун-Топ во время сражения при Геттисберге.

## Формирование
Полк был сформирован в лагере Кэмп-Мэйсон, около Портленда, когда был объявлен призыв президента Линкольна о наборе 300 000 добровольцев в армию, и штат Мэн сформировал 5 новых полков: 16-й, 17-й, 18-й, 19-й и 20-й Мэнские.
Полк был принял на службу в армию США 29 августа 1862 года. Его рядовые были собраны практически со всего штата (Дувр, Огаста, Декстер, Корнвилл, Бангор, Плимут, Уотервилл, Бристоль, Рокланд и Уалдоборо). Первоначально полк насчитывал 993 человека, его первым командиром стал полковник Эдельберт Эймс, подполковником — Джошуа Чемберлен. Полк был включён в бригаду Баттерфилда в 1-й дивизии V корпуса Потомакской армии.
Эймс был сторонником строгой дисциплины, поэтому рядовые его не любили и поговаривали, что свои же пристрелят его в первом же бою. Впоследствии, уже после войны, ветераны говорили, что строгости Эймса всё же принесли большую пользу.

## Боевой путь

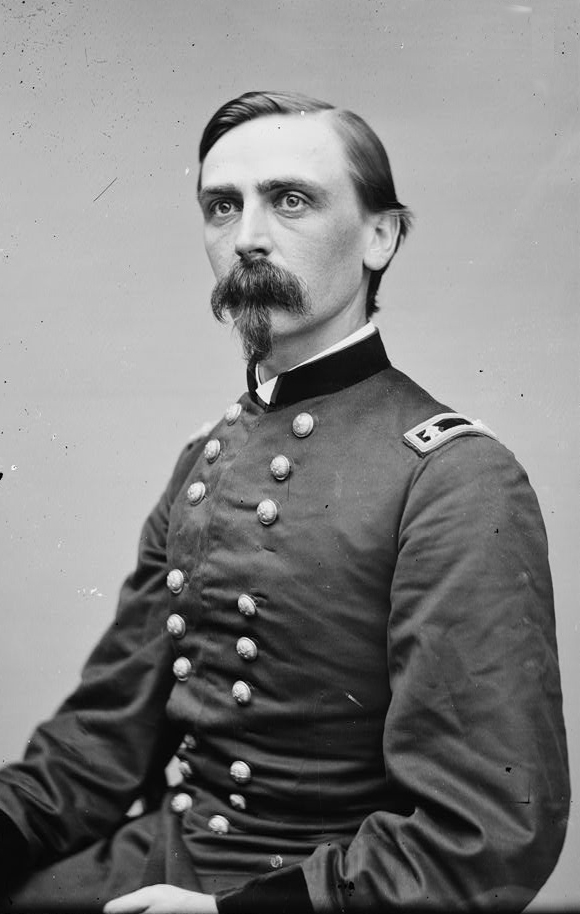
Полковник Адальберт Эймс

2 сентября полк (в униформе, но невооружённый) покинул лагерь, пришёл на железнодорожную станцию и был переправлен поездом в Бостон, где погрузился на пароход «Мэрримак» (вместе с 36-м Массачусетским полком). 7 сентября пароход прибыл в Александрию. Ветераны потом вспоминали, что посещали дом, в котором был убит полковник Элон Эллсворт и забирали кусочки дерева с собой в качестве сувениров. На следующий день полк переправился в Вашингтон, где рядовым выдали винтовки Энфилда и по 40 патронов на человека. В тот же день полк перешёл Потомак по Длинному мосту и прибыл в форт Грейг на Арлингтонских высотах, где присоединился к бригаде Баттерфилда. «Это был смехотворный марш, — вспоминал потом один из ветеранов, — нас никто не тренировал, мы шли под музыку неумелых барабанщиков, каждый играл в своём ритме, каждый рядовой шёл разным шагом. Старые солдаты насмехались над нами. Толпа смеялась».
Утром 12 сентября бригада (под командованием полковника Стоктона) покинула лагерь и двинулась в Мэриленд. Полк прошёл Фредерик и к утру 17 сентября находился около Шарпсберга, где наблюдал за ходом сражения при Энтитеме. Весь V корпус не был введён в бой в тот день.
19 сентября корпус предпринял попытку форсирования реки Потомак (Сражение при Шепардстауне). 20-й Мэнский перешёл реку, вступил в перестрелку с противником (впервые в своей истории), но затем был вынужден отойти обратно за реку. В этом сражении полк потерял своего первого убитого рядового — капрала Уотерхауза. Ещё двое были ранены. Подполковник Чемберлен потерял коня — впервые за войну.
В октябре полк перевели из бригады Бернса в бригаду Стоктона. В эти дни полк сильно страдал от нехватки тентов и теплой одежды. Кроме того, вспыхнула эпидемия тифа, которая за первые два месяца службы унесла жизни 300 человек. Капитан Эллис Спир потом писал, что «в некотором смысле это был самый трудный период в истории полка».

### Фредериксбергская кампания
В октябре-декабре полк участвовал во Фредериксбергской кампании, при этом 6 декабря двое рядовых замерзли во время снегопада.
12 декабря началось Сражение при Фредериксберге. Дивизия Чарльза Гриффина была введена в бой уже в конце дня, около 18:30, после того, как позиции противника не смогли взять дивизии Френча, Хэнкока и Ховарда. Генерал Хукер тоже не верил в успех атаки и послал в бой только дивизию Гриффина. Потери в бригаде Стоктона росли так быстро, что он приказал прекратить попытки штурма, залечь, и вступить в перестрелку на длинной дистанции. На этой позиции полк оставался днём 13 декабря и 14 декабря, и отступил за Потомак последним, будучи частью арьергарда армии. В этом бою полк потерял 4 человек убитыми и 32 ранеными.

### Весна 1863
Весной в полку вспыхнула эпидемия оспы, и полковой врач доложил о 84 случаях заболевания. Три человека умерло от этой болезни. 19 апреля полк перевели на Карантин-Хилл, а полковник Эймс был переведён в штаб V корпуса. Командование принял подполковник Чемберлен.
27 апреля началась Чанселорсвилльская кампания, но полк находился в карантине и не принял участия в сражениях. Чемберлен просил бригадного генерала Батерфилда как-то использовать полк, но тот отказал. Чемберлен сказал: «Если мы больше ничего не можем, то хотя бы заразим мятежников оспой!». В итоге Чемберлен участвовал в боях на фронте 1-й дивизии корпуса, а полк охранял телеграфную линию, проложенную от штаба к броду Юнайтед-Стейтс-Форд.
6 мая полк вернулся в лагерь, а ночью отступил со всей армией за Раппаханок.
20 мая полковник Эймс получил звание бригадного генерала и ушёл в XI корпус, а подполковник Чемберлен получил звание полковника и возглавил полк. К тому моменту в полку осталось всего 400 человек.